# Hilden
Hilden és una ciutat alemanya dins del Land Nord-Rhein-Westfalen. Té uns 55817 habitants i està a la riba del riu Itter. Hilden és la seu de la companyia Qiagen, especialitzada en la comercialització de l'equip de biologia molecular.

## Galeria

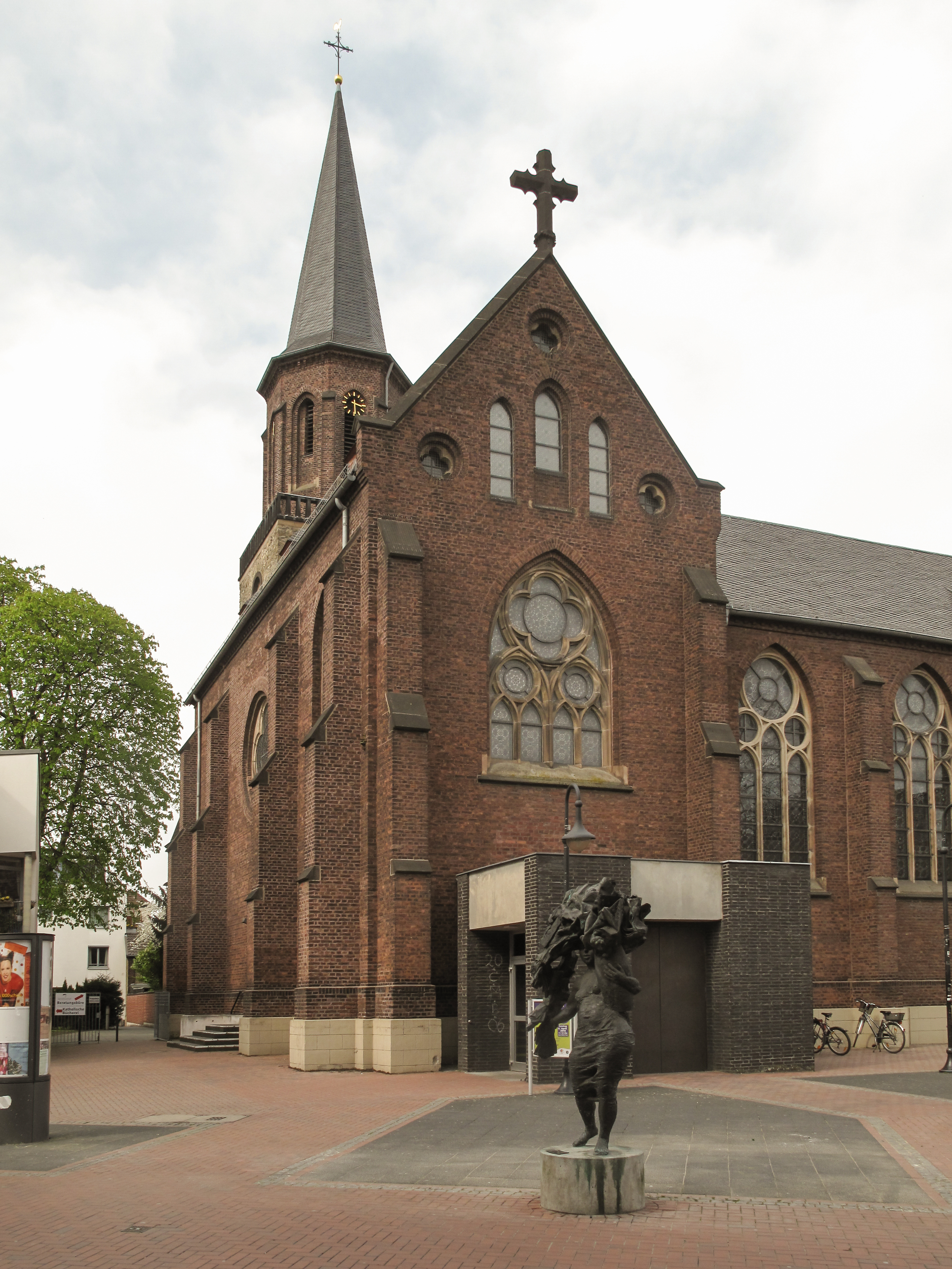
Hilden, església de Sankt Jacobuskirche
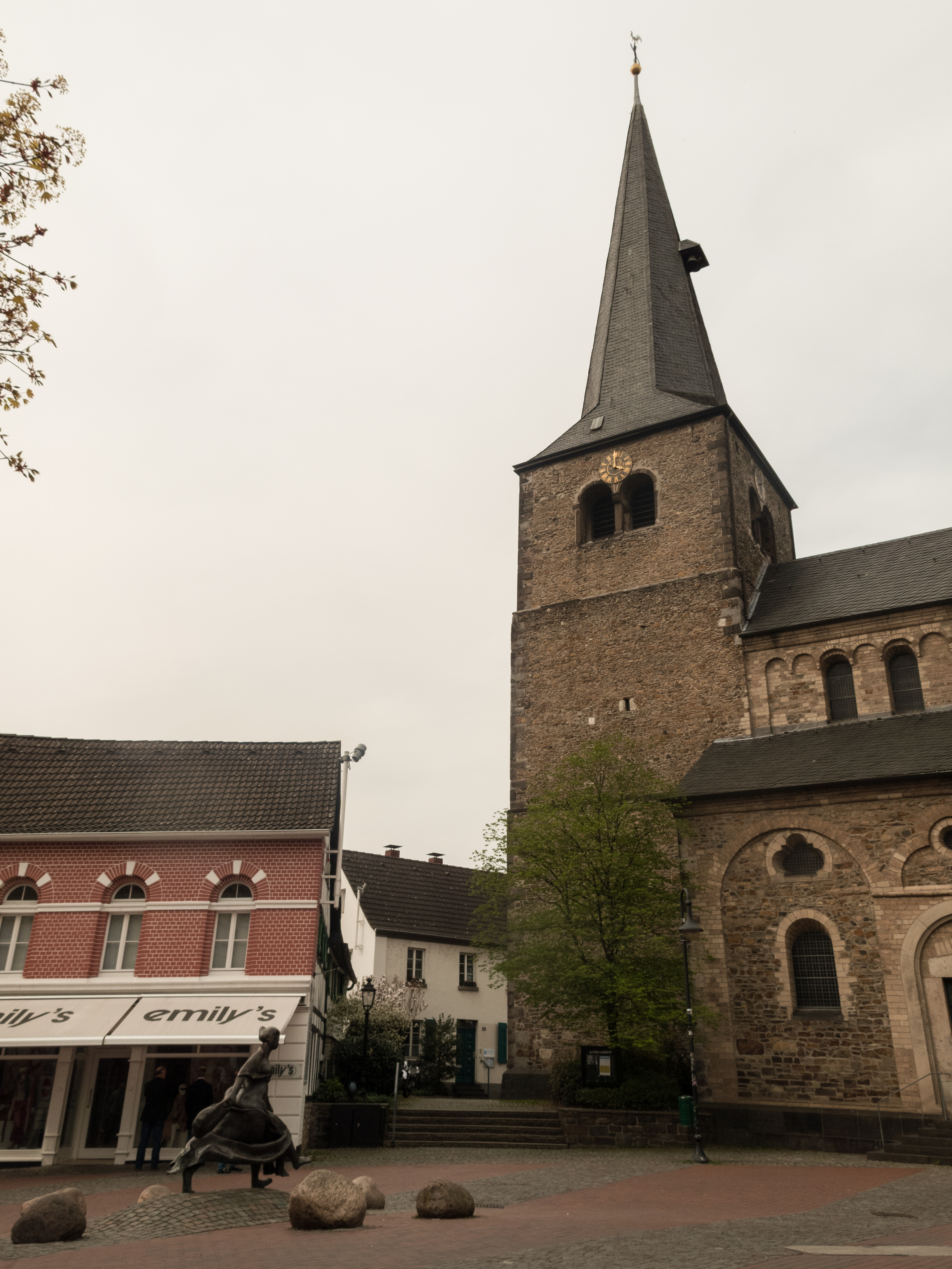
Hilden, església de: die Reformationskirche
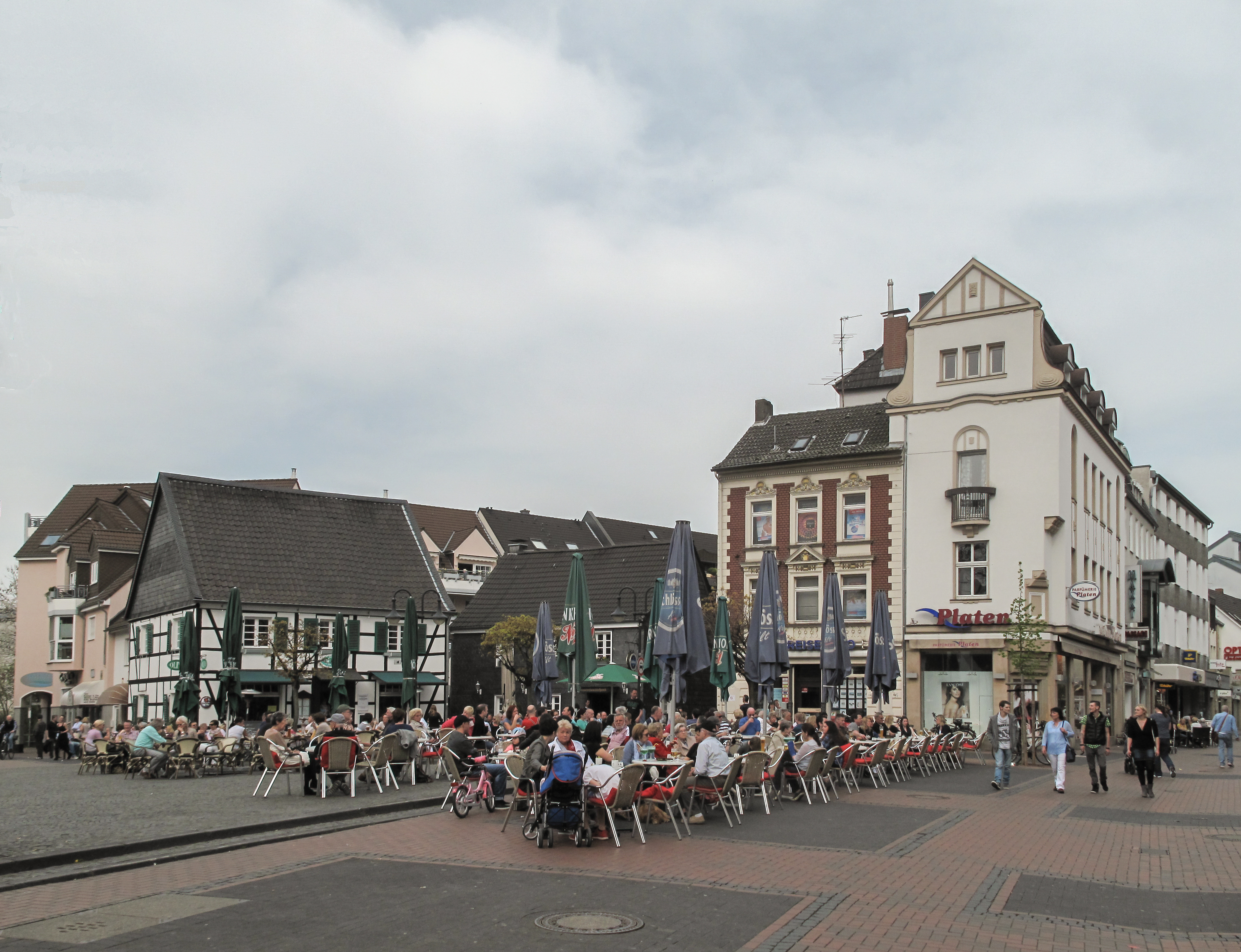
Hilden, carrer die Mittelstrasse
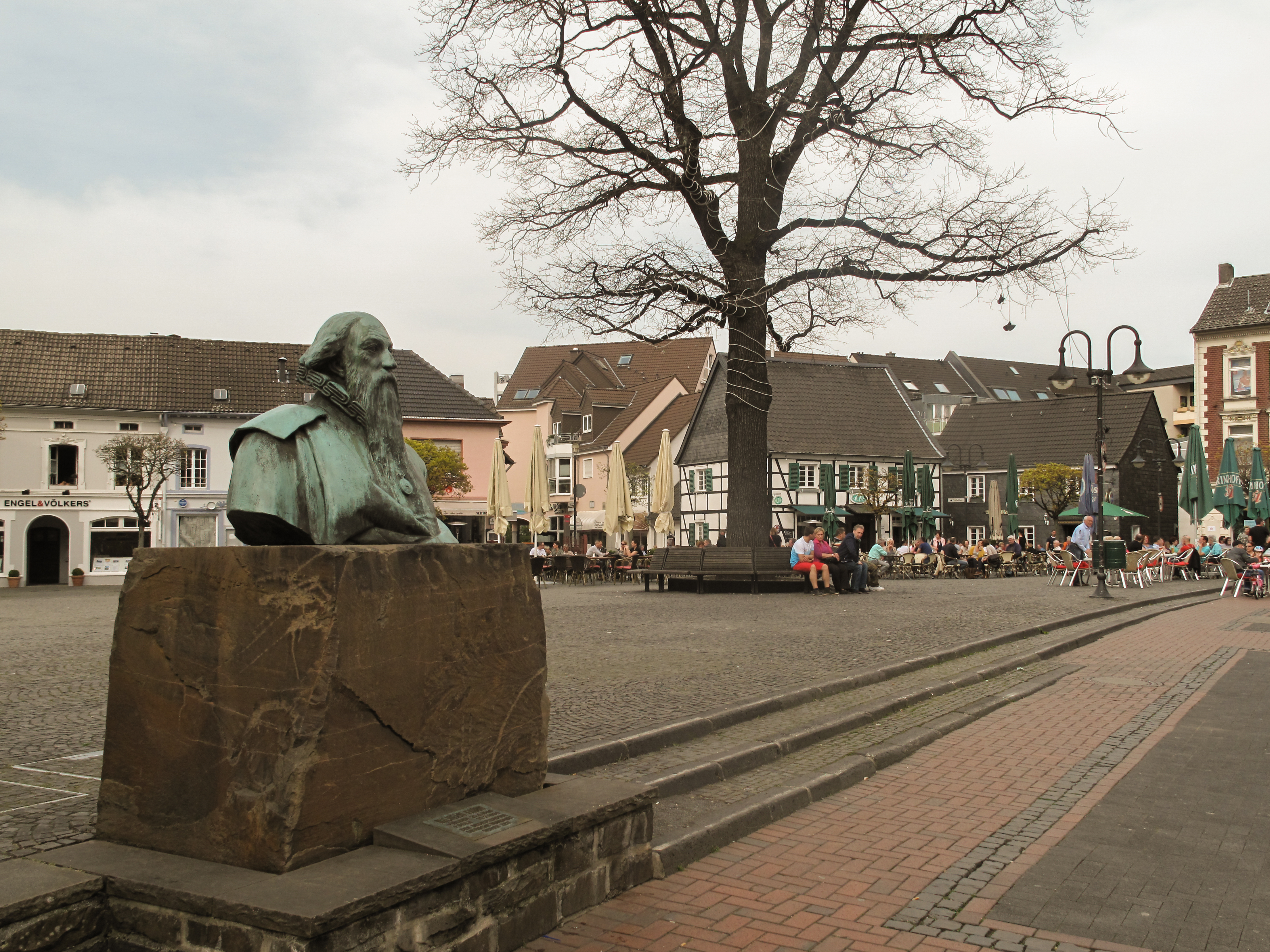
Hilden, bust:(Wilhelm Fabry)

## Personnalitats de Hilden
- Antonius Hulsius (1615-1685), filòleg